# Francisco Antônio de Barros e Silva

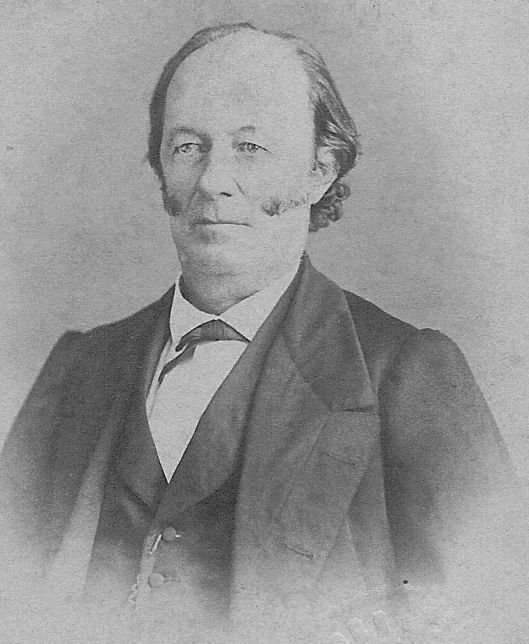
Barão de Piranji fotografado por Alberto Henschel

Francisco Antônio de Barros e Silva, primeiro e único barão de Pirangi (Pernambuco,  — Escada, 7 de novembro de 1887) foi um usineiro brasileiro.
Casou-se com Ana Veloso da Silveira, que era cunhada de Henrique Marques Lins, primeiro Barão e Visconde de Utinga. Dono do engenho Firmeza, na freguesia de Escada (Pernambuco). Também aparece na literatura como político local na região de Escada, ao lado de seu irmão José Antônio de Barros e Silva.
Foi coronel da Guarda Nacional, sendo agraciado com o título de Barão de Pirangi em 18 de outubro de 1873. Foi cavaleiro da Imperial Ordem da Rosa.
Sua filha, Teudelina de Barros e Silva, casou-se com o primo Florismundo Marques Lins, 2º Barão de Utinga.